# Iránytű
Az iránytű, illetve továbbfejlesztett változata, a tájoló a Föld mágneses térerősségén alapuló irányzó műszer, ami általában a mágneses északi irány kijelölésére szolgál. Az iránytű egy dobozban szabadon feltámasztott mágnestű, melynek sötétebb színű vége a mindenkori mágnes északi irányba mutat. A dobozban a tű alatt a fő- és mellékvilágtájak ábrázolása látható. Az iránytű csak tájékoztatásra szolgál, irányszöget nem tud mérni. A tájoló is egy dobozban szabadon feltámasztott mágnestű, de a doboz forgatható, ezáltal irányszöget is tudunk vele mérni. Irányszögnek nevezzük valamely iránynak az északi (vagy déli) iránnyal bezárt szögét.

## Története
Egyes ásványok mágneses tulajdonságait már i. e. 2000 körül az ókori közép-amerikai népek is ismerték.
Az iránytűt az ókori Kínában időszámításunk kezdete előtt 1000 évvel alkalmazták az akkori szárazföldi utazók. A kocsikon vízzel telt edényben elhelyezett úszó falapra felerősített mágneses vonzással rendelkező lemezecske mutatta a déli irányt.
Ezt a készüléket vették át az arabok, majd közvetítésükkel (a 13. században) az európaiak. Ez idő tájt az iránytű egy, korong alakú, vízzel telt edényben úszó szalmatutaj volt: a mágneses fémszálakat a szalmaszálak közé szőtték. Az első, forradalmi műszaki átalakítást valószínűleg egy, a Nápolyhoz közeli Amalfiból származó hajós, Flavio Gioia végezte el: a mágneses tulajdonságú lemezt függőleges tengelyre helyezte és dobozba foglalta. A lemez (később: tű) a tengely körül szabadon foroghatott. Az iránytűt a hajó középvonalában rögzítette, és a szerkezet házán vonással jelölte a hajó középvonalát, hogy látható legyen, merre és mennyire tér el az a tű irányától. Ezzel megalkotta a mai tájoló ősét, de az hullámos vízen, amikor a hajó dülöngélt, messze nem tökéletesen működött.
Ezt a problémát csak a 16. században oldotta  meg Gerolamo Cardano olasz fizikus, aki olyan felfüggesztést talált fel, amivel az iránytű dülöngélő és bukdácsoló hajón is megtarthatta függőleges helyzetét.
Később olyan kiegészítőket szereltek fel a dobozra, amelyek megkönnyítették a tárgyak „irányba vételét”, és ezzel kialakult a tájoló.

## Iránytű

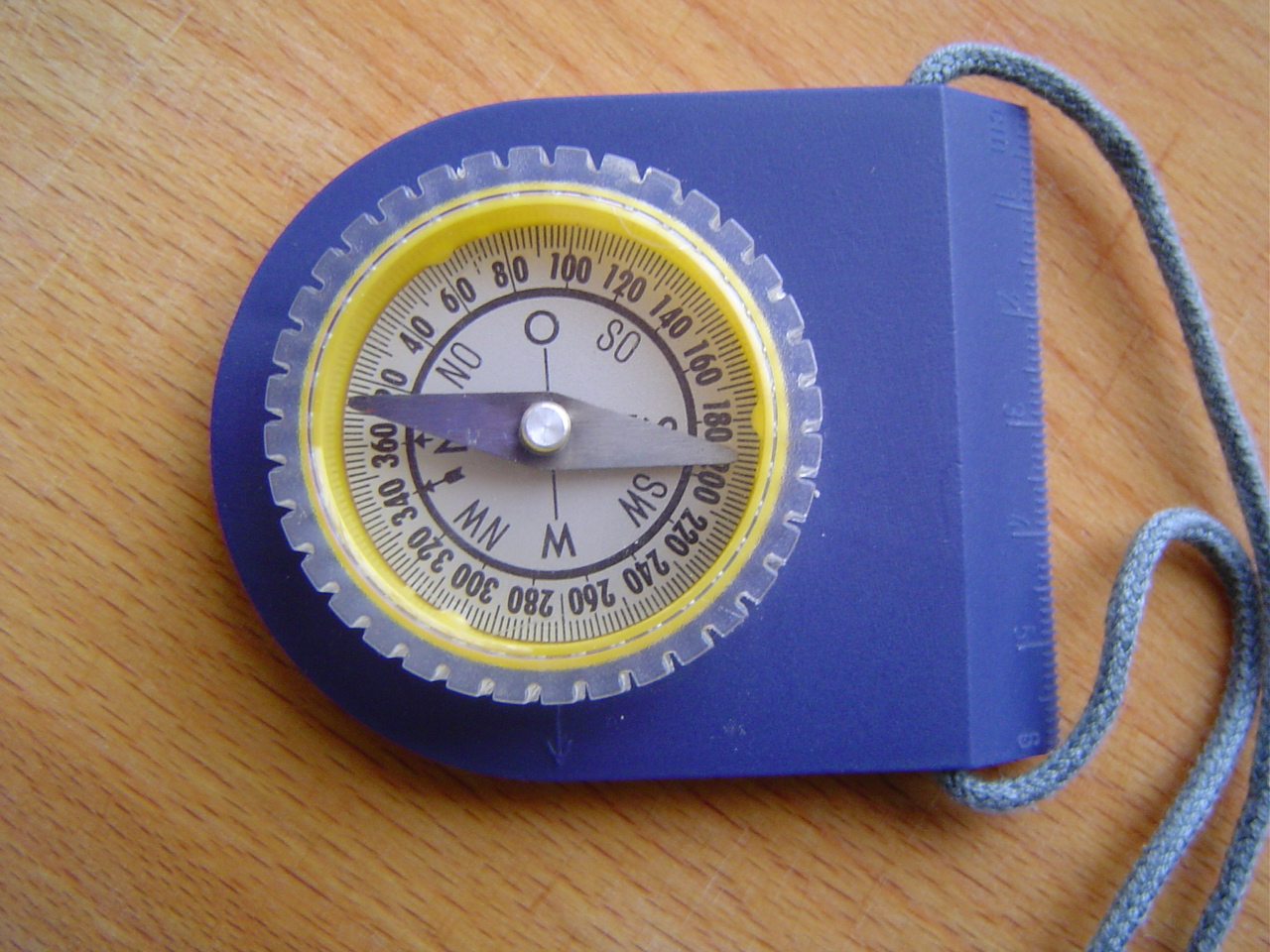
Iránytű

Az iránytű egyszerű iránymeghatározó műszer, amelyben egy függőleges tengelyen elhelyezett, szabadon lengő mágneses acéltű a földmágnesesség hatására közel az észak–déli irányba áll be. A szelence aljára rajzolt világtájak (szélrózsa) segítségével hozzávetőleges pontossággal meghatározhatók a fő- és mellék világtájak.

## Tájoló

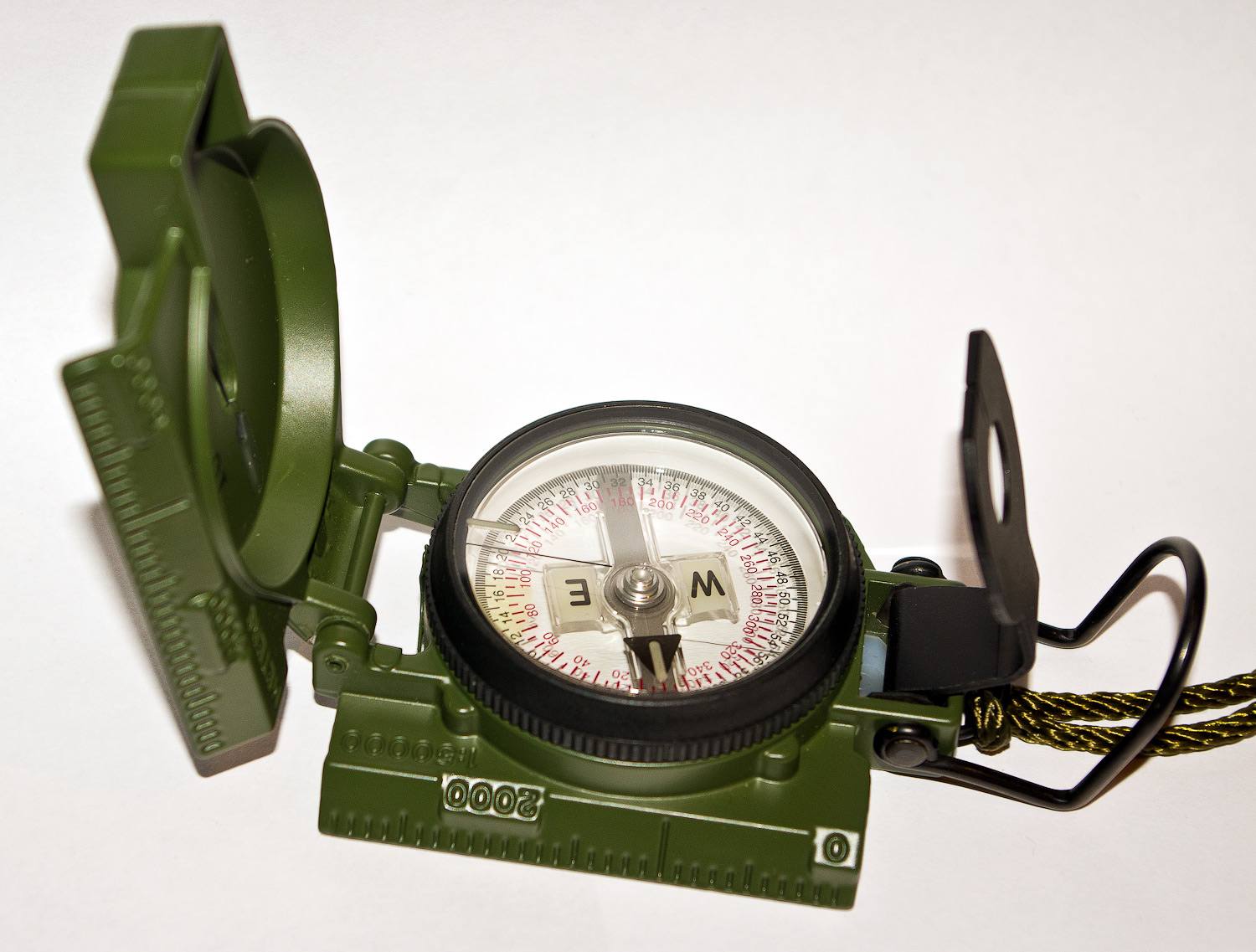
Tájoló

A tájoló az iránytűhöz hasonló, de már fokbeosztással is ellátott műszer, amivel már nem csak a világtájakat lehet meghatározni, hanem vízszintes irányszögeket (azimutokat) is lehet mérni. Másik jellemzője, hogy a mágneses tűt csillapító folyadékkal töltött, zárt szelencébe helyezik. A folyadék fékezi a tű lengését, gyorsítja az észak–déli irányba állást.
A tájolóknak két főbb alaptípusát lehet megkülönböztetni,
- a Bézard-rendszerű iránytűt, és
- az átlátszó műanyag lapba beépített iránytűt.

A jelenleg kapható különféle tájolók kialakítása e két alaptípus ötvöződésből alakultak ki.

### Bézard-rendszerű tájoló
A Patkó alakú műanyagházban (1) forgatható, üvegfedelű folyadékcsillapítású iránytűt (2) helyeznek el. Az üveglap alatt alakították ki a számlapot (3). A leolvasáshoz a házon egy tüskét, mutató csúcsot (4) helyeztek el. A tájoló védelmét egy nem mágnesezhető anyagból készült fém tok (5) biztosítja, amin az irányzáshoz fontos irányzóréseket (6) vágtak ki. A fedél forgópontjainál elhelyezett fülekhez (7) vonalzó csatlakoztatható, amivel az irányél meghosszabbítható. Szemmel végzett irányzáskor a szöghelyzet leolvasását a házon elhelyezett állítható fémtükör (8) könnyíti meg. A tájolóhoz bőrtok, és a viselését megkönnyítő zsinór tartozik.

### Laptájoló

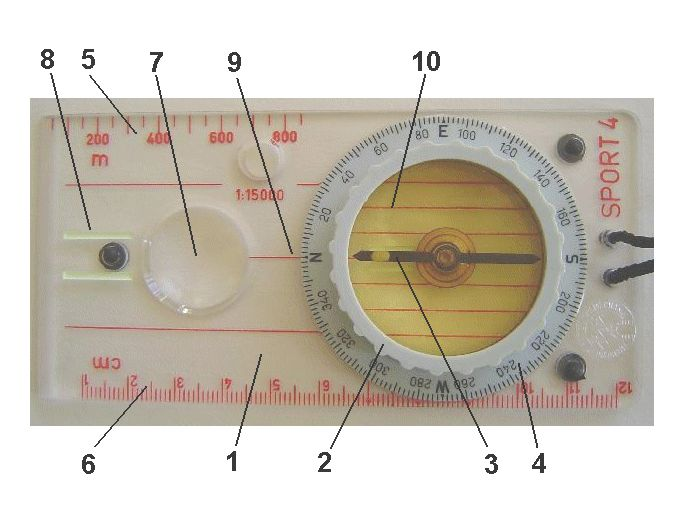
Laptájoló

Az átlátszó, téglalap formájú műanyag lapba (1) helyezik el a szintén átlátszó, és forgatható műanyagból, vagy esetleg üvegből készített szelencét (2), ami tartalmazza magát az iránytűt (3), valamint az ívmérték vagy a fokbeosztás számsorát (4) is. Az alaplap élénél léptékosztást (5), illetve mm beosztást (6) szoktak elhelyezni. A térkép jeleinek könnyebb felismerését a lapban elhelyezett nagyító lencse (7) biztosítja. Az irányzást az É–D irányvonalak (8), leolvasási pont vagy – vonal (9), és a szelence alján elhelyezett É–D irányrések, vagy nyíl (10) segíti elő. Egyes típusokon lépésszám ellenőrző számtárcsa, valamint kisebb távolságtartó lábak is vannak. Tartozéka még a viselését megkönnyítő zsinór, valamint általában műanyagból készített védőtok is.

### A tájoló beosztása
A szelencében elhelyezett skála beosztása lehet:
- Fok-rendszerű, amikor a kör kerületét 360 fokra, azon belül percekre osztják be.
- Vonás-rendszernél a kör kerületét egységesen 6400 vonásra, vagy 6000 vonásnak megfelelő szögértékre osztják fel.

A vonásrendszer is szögértéket képvisel. Vonás értéke egy olyan szög, amelynek szárai 1 km távolságon 1 m hosszú ívet zárnak be.

### Átszámítások
Fokról vonásra:
1 fok = {\displaystyle {\frac {6400}{360}}} = 17,78 vonás
1 fok = {\displaystyle {\frac {6000}{360}}} = 16,65 vonás
Vonásról fokra:
1 vonás = {\displaystyle {\frac {360}{6400}}} = 0,0563 fok
1 vonás = {\displaystyle {\frac {360}{6000}}} = 0,06 fok
Az egymás közötti átszámításnál a beosztási irányok kezdetét figyelembe kell venni.

### Irányrendszer
A tájolók irányrendszerük alapján is megkülönböztethetők, attól függően, hogy
- a számozás kezdete hol – Észak, Dél, Kelet, Nyugat – kezdődik el, illetve
- a számozás növekedése melyik irányba folytatódik.

Pl. az É–K rendszerű 6000 vonásbeosztású tájoló „0” pontja É-on kezdődik, és K felé emelkedik. A számlapokon a számok torlódásának elkerülésére csak az ezres és százas helyi értékeket szokták feltüntetni. A tájoló pontos mérésénél figyelembe kell venni az adott területre megadott mágneses elhajlás szögértékét. Ennek szerepe különösen a repülés és a hajózás esetében jelentős.

## Mágneses inklináció
A Föld két mágneses pólusa csak az Egyenlítőn hat egyformán az iránytű két végére. Amint az egyik pólushoz közeledünk, annak hatása erősebben jelentkezik a távolabb lévő pólus rovására. Ez a mágneses inklináció (mágneses lehajlás) jelensége. Erre kétféleképpen készíthetik fel a gyártók iránytűiket. Az egyik eljárás szerint nem egyformán erősen mágnesezik be az iránytű két végét, ezzel kompenzálva az eltérő hatást. A másik módszer amikor kis korrekciós mágnesek segítségével ellensúlyozzák ugyanezt. Mindkét esetben „lokalizált” iránytűket kapunk, amelyek a Föld másik féltekéjén pontatlanul működnek. A járművekbe beépített iránytűket a beépítésből eredő deviáció (a jármű fémszerkezetének zavaró hatásai) miatt, illetve a mágneses deklináció (mágneses elhajlás) folyamatos változásai miatt is szükséges időnként a korrekciós mágnesekkel beszabályozni, de ilyenkor az inklinációs beállítást is hozzá lehet igazítani az aktuális földrajzi térséghez, ahol az iránytűt a továbbiakban használni fogják. A fentiekből belátható, hogy a pontos mágneses iránytű fogalma egyfajta kompromisszum, ahol több mágneses tényező együttes hatását kell egyszerre figyelembe venni a kívánt pontosságú értékek leolvasásához. Ez a probléma többnyire a hajózásban és a repülésben jelentkezik, amikor a navigációt a korszerű digitális eszközök nélkül, az elemi navigáció szabályai szerint végzik.

## Előzetes beállítás
Mivel a nagy elektromos távvezetékeknek, a nagy épületeknek, vasérctelepeknek, fémtárgyaknak és elektromos berendezéseknek mágneses hatásaik is vannak, így a mágneses iránytű működését zavarják, befolyásolják. A járművekbe épített iránytűk pontos kalibrálásának feltétele egy olyan semleges hely, amely viszonylag távol van a fent felsoroltaktól és így mentes az idegen mágneses behatásoktól. A repülőgépeket és hajókat itt speciális forgató állványokra állítják és a hely geofizikai adottságainak és pozíciójának ismeretében elvégzik az iránytű beszabályozását, tekintettel a mágneses lehajlás (mágneses inklináció) és a mágneses elhajlás (mágneses deklináció) értékeire. A gyakorlatban az iránytűket sajnos nem lehet mind a négy égtáj felé egyformán pontosan beállítani, így a lehető legjobb közelítő-beállítás után egy kis táblázatban tüntetik fel a kalibrálás idejét és az egyes irányfokokra vetített eltéréseket, azaz a beépítési deviációt.

## Pörgettyűs iránytű

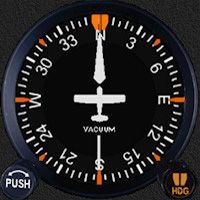
Pörgettyűs irányjelző

A pörgettyűs irányjelző nem iránytű a szó szoros értelmében, mivel a hagyományos iránytűre ható földmágnesesség nincs rá hatással. A műszer azt a jelenséget használja ki, hogy egy súlypontjában igen gyorsan megpörgetett test igyekszik megtartani a forgási síkját. Ha mégis elfordítjuk a felpörgetésekor felvett irányból, a megfelelően szabadon felfüggesztett keretben a felpörgetett giroszkóp az elforgatással arányban szintén elmozdul. Ezt az elmozdulást jelzi ki a műszer számlapja a szükséges finommechanikai áttételek segítségével. Mivel a magyar megnevezés megtévesztő, ezért érdemes megjegyezni, hogy angolul Heading Indicatornek, azaz közelítőleg haladási irányjelzőnek vagy útirányjelzőnek nevezik, utalva ezzel arra, hogy ez a műszer nem iránytű. A Föld forgásából adódó Coriolis-erő ennél az eszköznél csak az időszakos „elmászást” okozza, emiatt a pilótának meghatározott időközönként újból korrigálnia kell a kijelzést (többnyire egy mágneses iránytű leolvasásával).

## Giroszkopikus iránytű

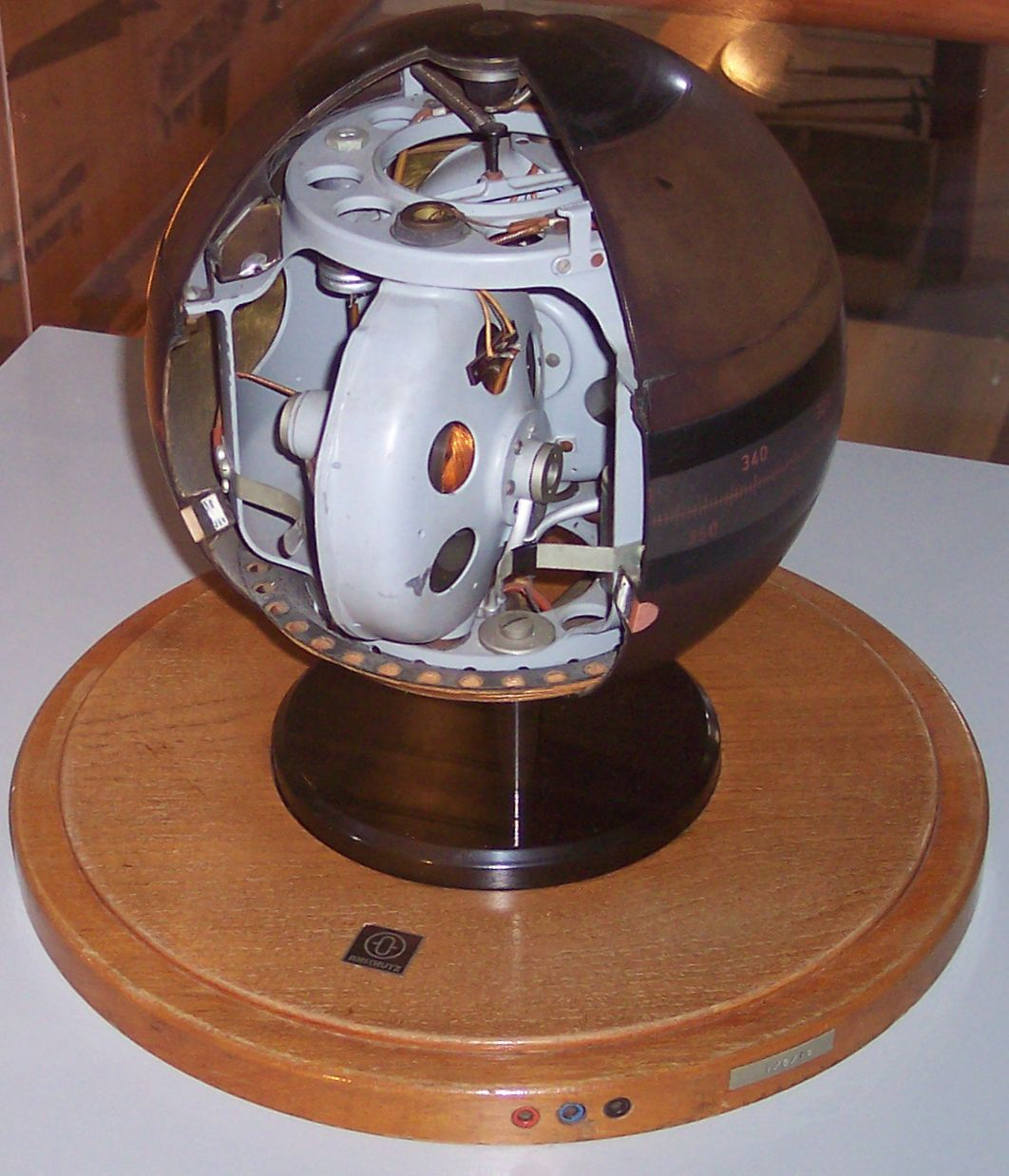
Giroszkopikus iránytű

A magyar nyelv sajátosságai miatt muszáj megemlíteni, hogy ugyan nyelvészetileg a pörgettyű és a giroszkóp szavak egymás szinonimái, de ettől függetlenül valóban létezik olyan speciálisan kialakított giroszkópot tartalmazó műszer, amivel ténylegesen megtalálható a Föld északi és déli sarka. Ez az eszköz a giroszkopikus iránytű, amely a Föld forgástengelye által kijelölt valódi északra mutat, nem pedig a mágneses észak felé, tehát a kijelzés nem tartalmazza a mágneses deklinációt. Ebből következik, hogy a giroszkopikus iránytűre sincs hatással a földmágnesesség, így érzéketlen a fémtestek és elektromos alkatrészek mágneses zavaróhatásaira is, amelyek a beépítési környezetéből, illetve a jármű szerkezetéből adódhatnak. A többnyire hajókon használatos „gyrocompass” neve ellenére tehát más műszert takar, mint a repülőgépeken használatos pörgettyűs iránytű, de az közös bennük, hogy mindkettőben giroszkóp található és egyik sem a Föld mágneses mezejét használja ki működése során. A Föld forgásából adódó Coriolis-erő ennél az eszköznél már jelentős szerepet kap, gyakorlatilag ez az erő fordítja a giroszkópot észak–déli irányba, mivel a giroszkóp forgástengelyén ekkor lesz a Coriolis-erő forgatónyomatéka nulla, amire a szabadon felfüggesztett forgó testek törekednek.

## A szépirodalomban
Bertha Bulcsu A kenguru című regényében a főszereplőnek, Varjú Istvánnak van egy nagyon szeretett tárgya, egy pipa, amelynek a födele helyére iránytűt építettek be, mégpedig olyat, amely „fordítva mutatta az égtájakat”.
Vörösmarty Mihály A fátyol titkai című vígjátékában hasonlítják a hűséges szerelmet az iránytű – régi megnevezésével az "éjszakmutató" – megbízhatóságához (harmadik felvonás):
"Szerelme, mint az éjszakmutató,
Rendűlni nem fog tűz és vész között,
Az egyhez híven, kit szivébe vőn."